# Patrick Fischmann
 (juin 2023).
 (avril 2012).
Si vous disposez d'ouvrages ou d'articles de référence ou si vous connaissez des sites web de qualité traitant du thème abordé ici, merci de compléter l'article en donnant les références utiles à sa vérifiabilité et en les liant à la section « Notes et références ».
Patrick Fischmann, né le 29 juin 1954  à Neuilly-sur-Seine (Seine), est un écrivain-poète-conteur, auteur-compositeur-interprète et musicien français.
Patrick Fischmann est un auteur dont l'œuvre consiste à réveiller et rassembler des contes du monde entier pour un réensemencement multiculturel et spirituel. Dans tous ses livres il exulte "un imaginaire qui prend soin du monde". Barde, écrivain, infatigable passeur, il poursuit de livre en livre sa quête de la métamorphose.

## Biographie
Patrick Fischmann est intéressé par la voix et le mythe d’Orphée depuis l’adolescence, inspiré par Jean Giono et Félix Leclerc. Il devient musicien, chanteur et conteur, étudie au côté de Marie-Louise Aucher (psychophonie), René Lombard (vocables anciens, images primordiales), publie un premier recueil de poésie, Chansons en 1981, Je le prononce Coline en 1982, écrit les paroles et la musique de la Cantate européenne « Eour et Hopa » en 1990. Dans toute son œuvre, il invite à suivre une route qui prenne soin du monde.
Fondateur du Théâtre du Vivant, multi-instrumentiste, il crée plus de vingt spectacles de contes musicaux, cantate, chœurs, orchestre d'enfants, tours de chant, marionnettes, danse, ciné conté, vidéo, expo-spectacle… Il présente ses créations en maison d'arrêt, dans les quartiers sensibles, pour les publics étrangers, les handicapés, les entreprises. Il voyage et entretient des liens amicaux et artistiques avec des Amérindiens, des Tsiganes, des Touaregs…
Familier des nomades mongols, il collabore avec le poète G Mend-Ooyo avec lequel il coécrit la première anthologie de contes chamaniques, mythes et légendes mongols.
« Aujourd'hui en compagnie d'un barde pas comme les autres, aux histoires de marmottes, de lait de jument battu et fermenté avec une pointe d'alcool, voici Patrick Fischmann… La poésie est au cœur de ces contes voués à l'immensité et à la vie sauvage... Avec cette langue qui vous porte et peut partout pérégriner dans le monde, il y a là, dans ce travail qui vous a tenu des années durant, une chose tout à fait unique. » Sophie Nauleau, Ça rime à Quoi, France Culture
« Comment pourrions nous prétendre changer quoi que ce soit et d'abord nous mêmes sans transformer radicalement nos rêves, sans porter toute notre énergie vers un type de création qui replace enfin l'homme dans la symphonie de vie. » .
«La grande vertu des contes est de franchir naturellement le voile des apparences » Les éclaireurs du changement, numéro 114 du 3e millénaire, janvier 2015
"La nature de la réalité, accéder au trône sans y réfléchir" : comprendre "les 3 plumes" de Grimm, Mythologie magazine, Hors série Août 2015
"Accompagner le grand changement par l'art du conte et l'état poétique" Présences, revue transdisciplinaire d’étude des pratiques psychosociales, volume 8, 2016
"Quand l'homme se réconcilie avec la nature" : transformer le conflit en relation harmonieuse dans les contes nord-amérindiens, Mythologie magazine, Hors série Avril-Mai 2016
"Du vieux conflit entre ses deux natures" et "Contre les excès de la tête et des apparences", essais sur deux fables de la Fontaine, Mythologie magazine, Hors série no 6, 2016
"Les contes sont des trésors de la nature" et "Toute vie est dans un cercle", entretien et article, Mythologie magazine, Hors série no 10, Octobre 2016
De l'automne 2015 au printemps 2016, il conte régulièrement dans l'émission de Noëlle Breham, "La nuit est à vous" sur France Inter.
En 2019 parait "l'homme naturé - pour en finir avec l'environnement", premier volet d'une réflexion Homme-nature/nature de l'homme.
En 2020 parait "L'homélie des silencieux", un ouvrage où l'auteur rameute quarante années d'expérience pour réveiller un sentiment de compagnonnage à l'égard de toutes les espèces vivantes.

## Discographie
Il enregistre dix contes musicaux
- La tortue qui était le monde, La Mandorle, 1984
- Le Secret de l'arbre aux fées, La Mandorle, 1985
- Tiflamme et la pierre bleue, Le souffle d'or, 1988
- La Légende de l'arbre noueux, Le souffle d'or, 1991
- Le Conseil des tisserands, Le souffle d'or, 1993
- Le compagnon bleu, la Secim, 1998
- Le Chant des sources, VT-Théâtre du Vivant 1999
- La Fameuse Nuit, Théâtre du Vivant, 2012
- La légende d'Altan, 2016, avec Michel Abraham
- Le Grand Voyage de Goélin, Mazeto square, 2018
- Un signe des étoiles, Mazeto square, 2019
- Duo de contes, La légende l'arbre noueux, Le conseil des tisserands, réédition Mazeto Square

Des albums de chanson et poésie
- La Fredonne, AP et Disques Jam, 1981
- Fais pas l'Anglaise, Disques Jam, 1982
- L'homme qui était un arbre, AP, 1984
- Le tournesol et la tisserande, AP, 1986
- Nouveaux rêves, Théâtre du Vivant, 2006
- La chair des mots, AP, avec Marie-France O'Leary, Décembre 2015

La plupart des titres, avec la complicité du musicien Christian Zagaria.
Voix et maternité
- La voix du père pour l'enfant à naître, Psychophonie, Atelier du Carmel

Simple
- Cancion a Pachamama, en 2011 avec Luc Arténo
- El abuelo de luna, en 2014 avec Christian Zagaria
- Le chant de l'éveil, en 2014

Musique
"Le petit frère", pour le film "le chemin des neuf mondes" consacré aux indiens kogis
Théâtre et Conte musical, notamment :
- Cantate Europa
- La complainte des animaux muets
- Le Coeur de l'Arbre
- Tout est musique
- Tate-Topa
- Le chant de la Taïga
- L'épopée des steppes
- EKO du Japon
- Et je suis Tout

Cinéma
- "Des histoires de fontaines et d'hommes" avec CICLIC